# Graugebänderte Königsnatter
Die Graugebänderte Königsnatter (Lampropeltis alterna), auch bekannt als Alterna- oder Davis Mountain-Königsnatter, ist eine ungiftige Schlangenart aus der Familie der Nattern. Die Art ist im Südwesten der USA und im angrenzenden Mexiko endemisch. Einige Quellen führen zwei verschiedene Unterarten von Lampropeltis alterna auf, nämlich L. a. alterna und L. a. blairi, die sich durch Muster und Verbreitungsgebiet unterscheiden, aber Untersuchungen haben gezeigt, dass es sich dabei um Farbmorphen derselben Art handelt.

## Beschreibung
Die Graugebänderte Königsnatter ist eine mittelgroße Schlange und kann eine Gesamtlänge von bis zu 120 cm (einschließlich Schwanz) erreichen, dabei beträgt die durchschnittliche Gesamtlänge 91 cm. Der deutlich vom Körper abgesetzte Kopf der Graugebänderten Königsnatter ist durch große Augen mit runden Pupillen und einer grauen Iris geprägt. Eine schwarze Zeichnung, die stark variieren kann, dominiert den Kopf. Diese reicht von einer leichten Sprenkelung über große Flecken bis hin zu einer vollständigen Schwarzfärbung. Charakteristisch sind zudem die schwarzen Streifen, die sich von den Augen in Richtung Hals ziehen.
Die Färbung und Musterung von L. alterna variieren stark, aber es gibt zwei Hauptfarbmorphen, die einst als separate Unterarten betrachtet wurden: die „Blairi“ mit breiten rot/orangen Streifen und die „Alterna“ mit dünneren orange/roten Streifen. Beide haben im Allgemeinen einen grauen Hintergrund mit weißen und/oder schwarzen Akzenten.
Die Grundfärbung des Körpers variiert zwischen hellgrau, blaugrau und schiefergrau. Die Körperzeichnung besteht aus schwarzen Bändern, die zum Hals abgesetzt sind. Bei jungen Tieren sind diese oft weiß, bei älteren Exemplaren hingegen häufig apricot. Viele Bänder besitzen zudem orangefarbene Zentren.

## Verbreitung und Lebensraum
Die Graugebänderte Königsnatter kommen in südöstlichen Teilen von New Mexico, südlichen Teilen von Texas sowie im Norden Mexikos vor und lebt in trockenen, karg bewachsenen, teils wüstenartigen Gebieten bis zu einer Höhe von 2000 Metern. Die Art ist eng mit Kalkstein- und Vulkanuntergründen, mit steilen Hängen und normalem Wüstengestrüpp verbunden.

## Ernährung
Die graugebänderten Königsnatter ernähren sich in freier Natur hauptsächlich von kleinen Echsen, während Kleinnager nur selten auf ihrem Speiseplan stehen.
Im Terrarium werden sie jedoch mit Mäusen und Ratten in passender Größe gefüttert. Um dabei Verletzungen oder schwerwiegendere Verletzungen zu vermeiden, sollte jedes Tier zur Fütterung einzeln umgesetzt werden. Es kann nur so gewährleistet werden, dass es zu keinen Zwischenfällen kommt.

## Verhalten
Die graugebänderte Königsnatter zeigt ein neugieriges und agiles Verhalten. Obwohl sie überwiegend bodenbewohnend ist, klettert sie gelegentlich und ist manchmal auch beim Graben zu beobachten. Das individuelle Verhalten kann jedoch je nach Charakter des Tieres variieren. Im Allgemeinen gelten Alterna-Königsnattern als ruhige und einfach zu handhabende Schlangen. Sie sind wenig stressanfällig und Bissunfälle sind äußerst selten. Falls solche Fälle vorkommen, sind sie meist auf Pflegefehler zurückzuführen. Im Terrarium zeigt diese Art eine überwiegend dämmerungsaktive Lebensweise, kann jedoch gelegentlich tagsüber beim Sonnenbaden beobachtet werden.

## Zucht
Eine erfolgreiche Zucht der Graugebänderten Königsnatter erforderte in der Regel eine Überwinterung. Im Herbst, von Oktober bis Dezember, wird die Fütterung eingestellt, und die Temperatur wird innerhalb von etwa zwei Wochen durch schrittweises Abschalten der Licht- und Wärmequellen auf etwa 20 °C reduziert. Ein Wasserbad hilft, die Darmentleerung der Tiere anzuregen. Anschließend werden die Schlangen in eine Überwinterungsbox mit Belüftungen und einer Wasserschale überführt. Die Temperatur wird über eine Woche hinweg weiter auf etwa 15 °C gesenkt. Schließlich werden die Tiere bei Temperaturen zwischen 12 und 10 °C, beispielsweise in einem geeigneten Keller, für 8 bis 12 Wochen überwintert. Während dieser Zeit werden die Schlangen voneinander getrennt und erst nach der Winterruhe wieder zusammengeführt.
Im Frühjahr, in den Monaten Februar und März, erfolgt die Aufwärmphase in umgekehrter Reihenfolge. Die Temperaturen werden allmählich wieder erhöht, bis sie innerhalb von zwei Wochen die Normalwerte erreichen. Erst dann werden die Tiere zurück ins Terrarium gesetzt.

## Paarung und Trächtigkeit
Nach der Winterruhe und einer intensiven Fütterung, insbesondere des Weibchens, beginnt bei den meisten Tieren die Paarung. Nach einer erfolgreichen Kopulation sollte eine Schlupfkiste zur Verfügung stehen. Die graugebänderte Königsnatter ovipar und legt im Frühsommer Gelege mit 3–13 Eiern, aus denen nach etwa 9 Wochen ein Jungtier schlüpft. Jedes Jungtier ist etwa 25 cm lang. Die Eier werden bei einer Temperatur von 25 bis 30 °C, idealerweise bei etwa 28 °C, und einer Luftfeuchtigkeit von 90 bis 100 % inkubiert. Die Inkubationsdauer beträgt bei 28 °C etwa 60 bis 70 Tage, kann jedoch je nach Temperatur variieren.

### Jungtiere und Aufzucht
Nach 60 bis 70 Tagen schlüpfen die Jungtiere. Sie sind bei der Geburt etwa 18 bis 30 cm lang und werden einzeln aufgezogen. Für die Aufzucht eignen sich kleinere Terrarien oder Faunaboxen aus Plastik.
Die Grundausstattung umfasst:
1. Bodengrund wie Küchenpapier, Zeitungspapier oder Kleintierstreu
2. Versteckmöglichkeiten, z. B. eine Tonschale mit Loch, eine Kokosnussschalenhälfte oder eine leere Küchenrolle
3. eine Wasserwaage
4. eine kleine Wasserschale
5. eine externe Licht- und Wärmequelle

Die Aufzucht ist nicht immer einfach, da sich die Jungtiere in der Natur in den ersten Monaten überwiegend von kleinen Echsen ernähren und Babymäuse oft verweigern. Häufig ist eine Zwangsfütterung erforderlich, bis die Tiere eigenständig Nahrung aufnehmen. Sobald sie selbstständig fressen, verläuft die weitere Aufzucht meist problemlos.
In den ersten Monaten sollten die Jungtiere 1 bis 2 Mal pro Woche mit kleinen Babymäusen gefüttert werden.

### Geschlechtsreife
Die Geschlechtsreife wird in der Regel mit etwa 2 bis 3 Jahren erreicht. Weibchen sollten jedoch frühestens im Alter von 3 bis 4 Jahren erstmals verpaart werden, um ihre Gesundheit zu schonen.